# هتل (فیلم ۲۰۰۴)
هتل (انگلیسی: Hotel) فیلمی در ژانر درام، ترسناک، و مرموز به کارگردانی جسیکا هاسنر است که در سال ۲۰۰۴ منتشر شد. از بازیگران آن می‌توان به فرانزیسکا وایس، بیرگیت مینیشمایر، و پیتر اشتراوس اشاره کرد.